# Noche de las tres P
La Noche de las tres P fue una redada policial masiva ocurrida el 11 de octubre de 1961 en La Habana contra prostitutas, proxenetas y «pájaros» —esta última es la denominación dada en Cuba a las personas homosexuales—. El poeta cubano Virgilio Piñera fue arrestado la mañana siguiente al allanamiento pero rápidamente liberado para evitar el escándalo internacional. El allanamiento fue la primera redada moralista del nuevo gobierno castrista y sería el inicio de varias redadas en Cuba a personas consideradas indeseables. La redada tuvo lugar en un momento de campañas morales intensificadas en Cuba que demonizaban la homosexualidad y otras cualidades consideradas incompatibles con el "hombre nuevo" revolucionario cubano.
La redada de la Noche de las tres P se dirigió oficialmente a prostitutas, pederastas y homosexuales. Académicos y observadores han notado que la redada policial que se hizo en la noche de las tres P podría entenderse mejor como si hubiera tenido lugar durante más tiempo que esa noche. Carlos Franqui señaló en sus memorias que los objetivos reales de la redada incluían homosexuales, intelectuales, artistas, vagabundos, practicantes de vudú y cualquier persona considerada sospechosa.

## Contexto
Para 1961, el nuevo gobierno cubano estaba en desacuerdo con los Estados Unidos y se estaba gestando una mayor animosidad entre los dos países. Con la amenaza de los Estados Unidos cerniéndose sobre Cuba, muchos en el gobierno cubano pudieron racionalizar los abusos de poder. Esto coincidió con una mayor purga moralista de Cuba. Las prostitutas se estaban reentrenando como costureras, y la homosexualidad y la adicción a las drogas se estaban vinculando en la imaginación del público. La amenaza de agresión de Estados Unidos hizo prominente la identificación con el gobierno cubano. Los llamamientos a la lealtad intensa facilitaron la demonización de los homosexuales que se consideraba inútiles para el nuevo gobierno cubano.
Desde 1959 el gobierno cubano había promovido la idea de un "hombre nuevo". Este concepto de hombre estaba motivado por el deber social en lugar de la ganancia monetaria e ignoraría las indulgencias personales por el bien de la sociedad en general. Eventualmente, este hombre nuevo también rechazaría la homosexualidad como una práctica egoísta y antinatural en comparación con la heterosexualidad biológicamente reproductiva. La policía iniciaría la "Operación Tres P" por un deseo puramente moralista de purgar la calle de los vicios en general. Las redadas dirigidas específicamente a los homosexuales no se volverían comunes hasta un par de años después.

## Eventos

### Arrestos en La Habana
En la noche del 11 de octubre de 1961, una unidad policial conocida como la "Escuadra de Escoria Social" se embarcó en una redada masiva en La Habana, con el objetivo de arrestar a cualquier persona sospechosa de ser proxeneta, prostituta o «pájaro» (homosexual). Los autos de la policía rodearon las zonas rojas como el barrio de Colón, mientras que los oficiales arrestaron a cualquiera que no pudiera presentar una identificación emitida por el Estado.
Otros oficiales fueron de puerta en puerta arrestando a personas específicas previamente identificadas por los Comités de Defensa de la Revolución. La redada enlazaría a miles de personas que serían arrestadas y puestas bajo custodia. Cuando estaban bajo custodia, a los presos se les entregaban uniformes con la letra "P" en la espalda, lo que sirvió de inspiración para el nombre del allanamiento en la memoria popular.

### Detención de Piñera
El arresto del poeta Virgilio Piñera ocurrió técnicamente temprano en la mañana después de la redada. Cuando Piñera fue a su café local a tomar un café temprano en la mañana, alguien le preguntó su nombre, una vez que Piñera respondió, el hombre dijo ser un oficial de policía y luego lo arrestó. Una vez detenido, Piñera preguntó si podía regresar rápidamente a su casa para cambiarse de ropa antes de ingresar a la cárcel. El oficial lo permitió y, mientras caminaba hacia su casa, el oficial le informó que había sido arrestado por "atentado a la moral revolucionaria".
Una vez en la casa de Piñera el agente exigió allanarlo, al allanarlo descubrió a la amiga de Piñera y a la amante de su amigo durmiendo en otra habitación; el agente también detendría a la pareja. La detención de Virgilio Piñera solo duraría 24 horas hasta que fuera liberado. Piñera fue liberado porque el arresto de un destacado escritor cubano podría haber creado un escándalo internacional.